# Gustaf Tottie
Gustaf Wilhelm Tottie, född den 15 augusti 1866 i Kungsör, Kung Karls församling, Västmanlands län, död den 25 april 1949 i Stockholm, var en svensk ämbetsman. Han var far till Anders och Malcolm Tottie.
Tottie blev student vid Uppsala universitet 1884 och examen till rättegångsverken 1889. Han blev extra ordinarie notarie i Svea hovrätt sistnämnda år och var vice auditör i Livregementets grenadjärkår (Livregementet till fot) 1890–1899. Tottie blev vice häradshövding 1893, amanuens i Ecklesiastikdepartementet 1896, var notarie vid Stockholms stads konsistorium 1904–1906, blev kanslisekreterare i Ecklesiastikdepartementet 1906, särskild föredragande för vissa mål hos Regeringsrätten 1909, tillförordnad byråchef 1914, tillförordnad expeditionschef för löpande ärenden 1914 och kansliråd i Kunglig Majestäts kansli 1915. Han var expeditionschef i Ecklesiastikdepartementet 1917–1933 och kansliråd där 1919–1933. Tottie blev riddare av Vasaorden 1913, kommendör av andra klassen av Nordstjärneorden 1919 och kommendör av första klassen av sistnämnda orden 1925. Han vilar på Norra begravningsplatsen utanför Stockholm.